# Mireya González
Mireya González Álvarez (n. 18 iulie 1991, León, Castilia și León, Spania) este o handbalistă spaniolă care joacă pentru HC Dunărea Brăila și pentru echipa națională a Spaniei pe postul de intermediar dreapta. Anterior, în perioada 2019-2022, ea a evoluat pentru o altă echipă românească SCM Râmnicu Vâlcea.
Mireya González este medaliată cu argint la Campionatul Mondial din Japonia 2019. În 2019, ea a câștigat, alături de Siófok KC, Cupa EHF.

## Palmares
- Campionatul Mondial
  -  Medalie de argint: 2019

- Nemzeti Bajnokság I:
  -  Câștigătoare: 2018

- Cupa Ungariei:
  -  Câștigătoare: 2018
  -  Finalistă: 2016

- Cupa Ligii Franței:
  -  Finalistă: 2015

- Liga Națională:
  -  Medalie de bronz: 2021, 2022

- Cupa României:
  -  Câștigătoare: 2020
  -  Finalistă: 2024
  -  Medalie de bronz: 2023

- Supercupa României:
  -  Câștigătoare: 2020
  -  Finalistă: 2019
  -  Medalie de bronz: 2023

- Liga Campionilor EHF:
  -  Câștigătoare: 2018
  - Sfertfinalistă: 2020
  - Optimi de finală: 2021

- Cupa Cupelor:
  - Sfertfinalistă: 2016

- Liga Europeană:
  - Locul IV (Turneul Final Four): 2024
  - Sfertfinalistă: 2022

- Cupa EHF:
  -  Câștigătoare: 2019
  - Grupe: 2017
  - Turul 3: 2018

- Cupa Challenge:
  -  Câștigătoare: 2015
  - Semifinalistă: 2014
  - Optimi de finală: 2013